# Renato Beluche
Renato Beluche ou René Beluche (né le 15 décembre 1780 à La Nouvelle-Orléans et mort le 4 octobre 1860 à Puerto Cabello au Venezuela) était un marin et pirate français des Caraïbes. Il s’est engagé dans la lutte pour les indépendances latino-américaines, devenant « l’amiral préféré de Simón Bolívar ». Il se distingue notamment lors de la batailles navales du Lac de Maracaibo. Ses restes reposent dans le Panthéon national du Venezuela depuis le 22 juillet 1963.

## Biographie
Renato Beluche naît à La Nouvelle-Orléans (Louisiane) en 1780, fils d’un Français récemment immigré et actif dans la contrebande. Il est fils de Renato Beluche (mort en 1788, fils de Charles Beluche et Anne Heberte) et de Dominique Rosa Laporte (fille de Jean-Baptiste Laporte et Dominique Joly). Il officia pour le compte des corsaires et pirates français de Saint-Domingue et devint l'un des réfugiés français de Saint-Domingue en Amérique.
En 1802, Renato Beluche s’engage dans la marine espagnole. Il devient un partenaire actif des affaires commerciales des frères  Lafitte, qui ont établi une base de contrebande à Grande-Terre, sur la côte de Louisiane. Certains estiment qu’il était même cousin du célèbre pirate Jean Lafitte.
Les historiens David Stephen Heidler et Jeanne T. Heidler estiment que les forces rassemblées par la piraterie des années 1800 dans la Caraïbe, dans l'archipel de Barataria représentaient un total de 3 000 à 5 000 combattants clandestins.
En 1813, Renato Beluche rejoint la lutte des patriotes vénézuéliens menés par Simón Bolívar contre la métropole espagnole. Une cause à laquelle avait déjà participé son cousin José de Villamil (acteur de la révolte de Maracaibo vers 1811). « Il est considéré comme un patriote dans 8 pays sud-américains, mais comme un traître aux yeux de la France et de l’Angleterre. » Beluche participe à l’expédition de los Cayos, à la bataille de Los Frailes, à la bataille du lac Maracaibo, commande l'escadre qui faisait le siège de Puerto Cabello, en compagnie de Nicolas Joly (probablement un cousin). Il s'empare de Puerto Cabello le 17 mars 1822[source insuffisante].
Il contribue à la création de la marine vénézuélienne (tout comme son cousin José de Villamil créera celle de l'Équateur). Selon Jane Lucas De Grummond, il est « l’amiral préféré de Simón Bolívar ».
Beluche se bat pendant une décennie pour la cause latino-américaine hormis la période pendant laquelle il rejoint Jean Laffite et les contrebandiers qui aident le général américain Andrew Jackson à repousser l’invasion britannique de la Louisiane. Il sert sous les ordres de Dominique You à la bataille de La Nouvelle-Orléans début janvier 1815.
Après l’indépendance du Venezuela, il sert comme capitaine de marine, mais doit s’exiler en 1836-1845 pour avoir soutenu un mouvement rebelle. Il revient en 1845.
Renato Beluche se serait marié 3 fois, avec Marie Magdeleine Victoire Milleret (morte en 1822), Maria Mezelle Beaudri Espocita (morte en 1840) et Candelaria Esquivel.

## Mémoire de Renato Beluche aujourd'hui
Le rôle de Renato Beluche a été interprété dans au moins deux films au cinéma :
- The Buccaneer, réalisé par Cecil B. DeMille en 1938 avec Anthony Quinn dans le rôle de Renato Beluche.
- The Buccaneer, remake réalisé en 1958 par Anthony Quinn.

Son souvenir est également vivace au Venezuela :
- Un bataillon d’infanterie de marine vénézuélien porte son nom, « Contralmirante (ou CA)Renato Beluche » (basé sur le Lac de Maracaibo)[8],[9]. Un autre bataillon porte le nom de son adjoint (et probable cousin) Batallón de Mantenimiento y Construcción “CN Nicolas Jolly”.